# Sipanea saxicola
Sipanea saxicola är en måreväxtart som beskrevs av Joseph Harold Kirkbride. Sipanea saxicola ingår i släktet Sipanea och familjen måreväxter. Inga underarter finns listade i Catalogue of Life.